# 感田站
感田站（日语：／ Ganda eki */?）是位於福岡縣直方市大字感田字渕尻，筑豐電氣鐵道筑豐電氣鐵道線車站。車站編號為CK20。

## 歷史
- 1959年（昭和34年）9月18日 - 車站啟用。

## 車站構造
車站是一座地面車站，設有2面2線的相對式月台。此站是無人車站。

### 月台
| 月台 | 路線        | 方向                       | 備註 |
| ---- | ----------- | -------------------------- | ---- |
| 1    | ■筑豐電鐵線 | 筑豐直方方向               |      |
| 2    | ■筑豐電鐵線 | 楠橋、永犬丸、黑崎站前方向 |      |

※實際上沒有月台編號，上述的編號只用作列車運輸指令上使用。

## 使用狀況
在2019年度，1日平均上下車人次為352人。以下為近年1日平均上下車人次列表。
| 年度               | 1日平均 上下車人次 |
| ------------------ | ------------------ |
| 2010年（平成22年） | 450                |
| 2011年（平成23年） | 439                |
| 2012年（平成24年） | 359                |
| 2013年（平成25年） | 372                |
| 2014年（平成26年） | 345                |
| 2015年（平成27年） | 352                |
| 2016年（平成28年） | 349                |
| 2017年（平成29年） | 342                |
| 2018年（平成30年） | 378                |
| 2019年（令和元年） | 352                |

## 車站周邊
- 國道200號（日语：国道200号）
- 福岡縣道73號直方水卷線（日语：福岡県道73号直方水巻線）
- 直方市立感田小學
- 直方市立第二中學
- 福岡Yutaka中央醫院
- 直方聖保羅幼稚園
- 小野牟田池
- 明治屋產業（毎週星期五、六、日、一及節日營業）

## 巴士路線
- 西鐵巴士筑豐（日语：西鉄バス筑豊）「感田電停」巴士站 - 前往AEON Mall直方（日语：イオンモール直方）停靠此站，也是轉乘站。
  - 穿梭巴士：直方 - 感田電停 - 福岡Yutaka中央醫院（只限平日日間） - AEON Mall直方
  - 13：直方 - 直方二中 - 感田電停 - 福岡Yutaka中央醫院 - 淨福寺 - AEON Mall直方

## 相鄰車站
筑豐電氣鐵道
筑豐電氣鐵道線
遠賀野（CK19）－感田（CK20）－筑豐直方（CK21）

## 注腳
1. ↑  鉄道事業｜企業・グループ情報《西鉄について》 （页面存档备份，存于）（日語） 令和元年度 駅別乗降人員
2. ↑  統計直方 （页面存档备份，存于）（日語） - 直方市